# Birgitta Sandstedt

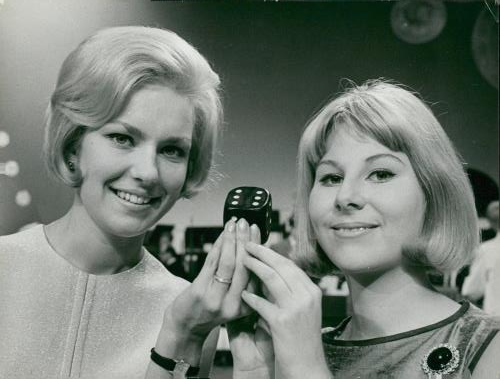
Birgitta Sandstedt (t.v.) och Vibeke Staal som värdinnor i tv-programmet "Tärningen är kastad" (1964).

Ethel Birgitta Sandstedt, född 26 februari 1941 i Stockholm, är en svensk journalist. 

## Biografi
Sandstedt blev filosofie kandidat 1964 och studerade vid Wiens universitet 1965. Hon var journalist på Tranås-Posten 1960, på Svensk Damtidning 1961 och på Sveriges Radio (radio och TV) från 1961. Hon var även frilansjournalist i dags- och veckopress (Vecko-Journalen och Vi) och skrev reportage om Östeuropa med stationering i Wien. Hon anställdes på Expressen i Malmö 1974, vid Malmö-TV 1976, vid TV 2 i Stockholm 1981, Studio School i Cambridge 1983 samt informationschef vid Nordiska ministerrådet i Oslo 1986, i Köpenhamn 1986–1992. Hon var anställd på kulturredaktionen på SVT 1992–1994 och programledare för Kvällsöppet 1996. Hon har varit verksam som frilansjournalist och konsult i mediefrågor från 1994.

### Familj
Birgitta Sandstedt gifte sig med Gary Engman i juli 1975 och de fick tillsammans en son. De skilde sig i början av 1980-talet men gifte om sig i juli 2000 och var gifta fram till Engmans död i november 2000.